# Cantó de Garait Sud-Oest
El cantó de Garait Sud-Oest és un cantó francès del departament de Cruesa, situat al districte de Garait. Té 4 municipis i part del de Garait.

## Municipis
- La Chapéla Talhafer
- Sent Cristòu
- Sent Victòr
- Savenas
- Garait

## Història
| Data d'elecció                           | Identitat             | Partit | Qualitat |
| ---------------------------------------- | --------------------- | ------ | -------- |
| 1970-1982                                | Guy Beck              | PS     |          |
| 1982-1994                                | Liliane Robert        | PS     |          |
| 1994-2001                                | Pierre-Henri Gaudriot | UDF    |          |
| 2001-                                    | Éric Jeansannetas     | PS     |          |
| les dades anteriors no són pas conegudes |                       |        |          |
|                                          |                       |        |          |

## Demografia
| 1962 | 1968 | 1975 | 1982 | 1990 | 1999 | 2006  |
| ---- | ---- | ---- | ---- | ---- | ---- | ----- |
| -    | -    | -    | -    | -    | -    | 5.219 |